# マツタケ
マツタケ（松茸、学名: Tricholoma matsutake）は、キシメジ科キシメジ属キシメジ亜属マツタケ節の中型から大型のキノコの一種。日本やロシアを含むアジアとヨーロッパ、北アメリカに分布する（「#主な産地」参照）。和名の由来は、主にマツ林に発生することから名付けられている。地方名として、マツダケ、マツキノゴなどともよばれている。秋にアカマツの単相林のほか針葉樹が優占種となっている混合林の地上に生え、腐植質の少ない比較的乾燥した土壌を好む。菌糸体の生育温度範囲は5 - 30℃、最適温度は22 - 25℃、最適pHは4.5 - 5.5であり、菌糸の成長速度は遅い。生育地となる松林が世界的に松枯れなどの病気に悩まされていることなどもあって、減少傾向にある（「#保全状況」参照）。国際自然保護連合（IUCN）が2020年7月に絶滅危惧種に指定した。
特有な芳香があり、日本では高級な食用キノコとして珍重されるが、日本国外では不快な臭いとみなされていることが多い。

## 特徴
日本（北海道から九州）､朝鮮半島、台湾、中国、北ヨーロッパの地域に分布する。外生菌根菌（共生性、菌根性）。初秋から晩秋にかけてアカマツ林に発生する。まれに梅雨期のアカマツ林に発生したり、クロマツ、ツガ、コメツガ、エゾマツ、ハイマツ、ゴヨウマツ、アカエゾマツなどのマツ科の樹下にも発生することが知られている。ときに菌輪をつくる。
キノコ（子実体）の傘の径は8 - 20センチメートル (cm) で、生長すると径30 cmになるものもある。はじめは縁が内側に巻き、球形に近い丸山形（まんじゅう形）であるが、後に中高の平らに開き、最後は縁が反り返る。傘の表面は淡黄褐色から栗褐色で、繊維状の鱗片に覆われて模様がつく。ヒダは湾生し、白色で密である。柄（軸）は8 - 20 cm、あるいはそれ以上になる。傘と同じく褐色の鱗片で覆われ、上部に綿毛状のツバがあり、ツバから上部は白色。肉は白色で緻密である。
その子実体は、マツタケオールによる独特の強い香りを持ち、日本においては食用キノコの最高級品に位置付けられている。梅雨頃に生える季節外れのマツタケはサマツ（早松）とも呼ばれ共に食用にされる。なお、マツタケの仲間にはよく似たキノコが多数確認されている。

### 生態
アカマツの樹齢が20年から30年になるとマツタケの発生が始まり30年から40年が最も活発で、70年から80年で衰退する。マツタケは菌根菌で、マツ属（Pinus）などの樹木の根と、外生菌根または外菌根と呼ばれる相利共生体を形成して生活している。樹木の根を伝って菌糸が広がり、生え始めの地点から周辺に向かって輪になって子実体が生えてくる。
マツタケの子実体は直径数メートルの環状のコロニー、いわゆる「フェアリーリング」（天使の輪）を作って発生し、1年でおおよそ15 cmの速度で拡大し、その領域を「シロ」と呼ぶ。その語源は「白」とも「城」あるいは「代」とも言うが定かではない。シロの地下にはマツタケの本体である菌糸体と菌根が発達しており、土壌が白くなっている。マツタケは貧栄養な比較的乾燥した鉱質土層にクサレケカビ属真菌（Mortierella sp.） などと共に生息し、そこに分布する宿主の吸収根と共生する。
地表に落枝・落葉・松ぼっくりなどが蓄積して富栄養化が進み、分厚い腐葉土のようになると、腐生菌が増えたことで生存競争に敗れてマツタケが発生しなくなってしまうので、生息環境としては不適である。後述する日本における収穫量の減少は、開発やマツクイムシ被害による松林の減少に加えて、里山の住民が肥料や燃やす燃料として落ち葉や薪をとらなくなったことによる土壌の富栄養化が大きな要因になっている。
発生初期の若い菌糸のシロと最盛期を過ぎたシロの水分量には差があり、最盛期を過ぎると乾燥化が進み不透水層が形成される。シロの内部では乾燥化が進み抗生物質様のものを分泌して細菌や放線菌を排除する現象が生じているが、いや地と呼ばれるこの排除現象は菌根から由来する物質単一では起こらないと考えられている。また、子実体原基形成の刺激日前後の降水量と子実体の発生本数には正の相関があることが明らかになっていて、8月から9月の降水の間隔は発生本数に大きな影響を与えている（但し、一回のまとまった降雨ではなく乾燥が進まない一定の間隔での降雨が重要）。
一方、腐生植物であるシャクジョウソウ科のシャクジョウソウはマツタケなどのキシメジ科の菌に寄生することが知られ、イボタケ科のケロウジは、マツタケ同様の菌根菌であるが、マツタケの「シロ」を排除して縮小させ、自らの「シロ」を形成する。そのため、これらはマツタケの大敵とされている。

### 遺伝子による分類
1999年、スウェーデンのE. DanellらがDNA解析により、近縁種とされていたヨーロッパ産のキノコ（T. nauseosum）とマツタケが同一であることを突き止めた。T. nauseosumの方がマツタケ（1925年）より20年前（1905年）に学名を付けられていたが、有名なT. matsutakeを保存名として、学名は変更しないとしている。日本国内で採集した84菌株についてrDNAのIGS1領域を比較した結果、8タイプに分類することが出来た。そのうち1つの占有種は九州から北海道まで広範囲に分布している。
近年、中華人民共和国の四川省や雲南省からマツタケが出荷されているが、この地域に分布するマツタケはマツ類ではなくブナ科樹木（マテバシイ属、コナラ属、シイ属あるいはクリ属が含まれる）を宿主としており、現在その生態や分類に関する研究が行われている。
2008年、独立行政法人森林総合研究所、財務省関税中央分析所、信州大学農学部、滋賀県森林センターの共同研究により、DNA分析によるアジア産マツタケ(T. matsutake)の地理的タイピング法が開発され、形状では判別できない産地の判別方法として実用化が期待される。

## 農産

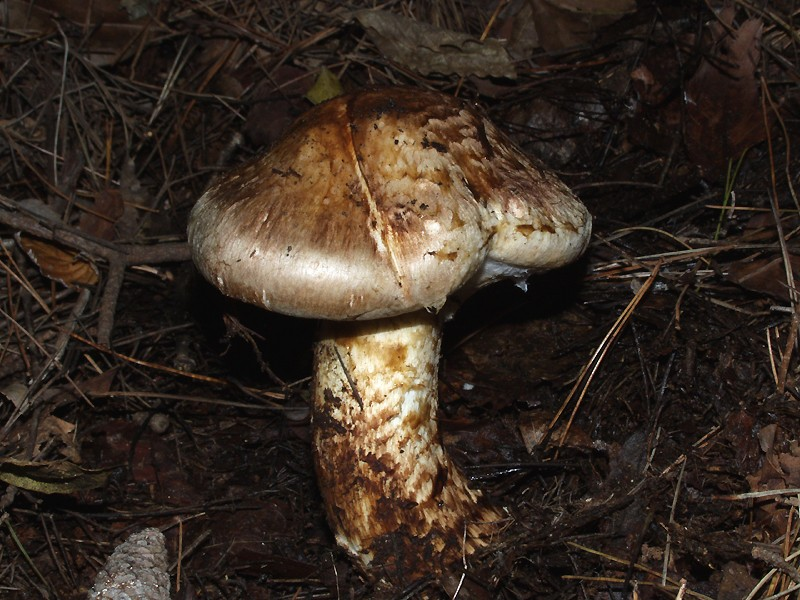
松茸

マツタケは生育段階によって、俗に「ころ」「つぼみ」「ひらき」とよばれている。「つぼみ」は傘の膜切れがないつぼみの状態で、軸の直径3.5センチメートル (cm) 以上、長さ12 cm以上のものを指し、弾むような歯ごたえで高値がつく。「ころ」は生育不十分で傘が固く締まった長さ6 cm以下のものを指す。「ひらき」は傘が開いた状態のものである。
マツタケが生える山林は「マツタケ山」と呼ばれており、アカマツ林の尾根から中腹にかけての痩せた乾燥気味の土地に良く生える。しかし、「マツタケ山」の地主が一般の人の立ち入りを禁止しているところも多い。平坦で落葉樹の葉がたくさん落ちているような、栄養分の多い土地には生えることはなく、マツタケ菌は他の菌に比べて弱いため、腐葉土が多く養分がある土地では他の雑菌に負けてしまう。生産量減少の主な要因は、山林の放置と宅地造成の拡大と言われており、アカマツ林の保全が提唱されると共に、自然に生えるものから、農産物として山林を手入れをして生やすものへの転換も行われている。

### 収穫と流通
マツタケを採るのは難しく、通常のキノコのように地表に顔を出して傘が開ききってしまえば、香りも味も落ちる。このため、地表からわずか1 - 2 cm程度、顔を出したところを見極め、根本から押し上げるようにして採取する。シロの場所を知らない人間が、やみくもに探しても採取できない理由はこの点にある。また、地衣類の多い林地では傘が地上に見えないこともある。現在のところ人工栽培することができず、自然に発生したものを収穫する。
入会地の過剰利用などにより退行遷移を起こしてアカマツが優占するようになった里山はマツタケにとっては適した環境であるため、過去には日本でも多く取れ、庶民の秋の味覚として親しまれた。「松茸列車」と呼ばれる、国産松茸を満載した貨物列車が毎日東海道本線を走ったほどである。しかし、マツの葉や枝を燃料や肥料として利用しなくなり、マツ林が手入れされなくなったため腐葉土が増え、林床環境が富栄養化したことと、マツクイムシの被害により松枯れが多発したことでマツ林が極端に減少したためにマツタケの収穫量は激減した。そのため、現在では高価な食材の代表格となっている。
林野庁の資料によれば、昭和初期の流通量は6000トン程度で、最盛期の1941年（昭和16年）には1万2000トンが記録されている。しかし、その後減少し続け1965年（昭和40年）に1291トン、1998年（平成10年）に247トンであった。2010年（平成22年）には140トン、23億円を産したが、これが前年比5.8倍である。
1993年のような冷夏で雨の多い年は多く発生するものの、夏が暑く8月中旬から9月末頃の降水量が少ない年は収量が減少するとされてきたが、2010年のように記録的猛暑にも拘らず秋の降水量が周期的で十分多かったことでマツタケが歴史的豊作になる年が出現するに及んで、夏の猛暑自体は地中温度にあまり影響を与えないために影響は受けにくいと考えられている。
最近では市場流通量のほとんどが輸入品で占められ、中でも韓国や北朝鮮、中国（特に吉林省・雲南省・四川省）からの輸入が多い。2007年の10月には、北朝鮮産については2006年10月の核実験をきっかけとする経済制裁で輸入が止まっており、中国産については残留農薬（殺虫剤）問題に端を発する市場の不信感から価格が低迷した。北米からは別種のT. magnivelareが輸入されているが、それを含め類似の形態・食味・香りを持つキノコは市場では一括して「松茸」として扱われている。
北米のT. magnivelareは、日本のマツタケとは異なり自然度の高い森林に発生する。キノコを採集するために熊手（レーキ）で落葉層を掻くなどして地表を攪乱することは、樹木の細根を傷つけ生態系へのダメージとなる。このためアメリカ合衆国ではキノコ狩りに規制がかけられており、一時はこのキノコをワシントン条約に基づき保護する対象とすることが検討された。

### 主な産地

#### 日本国内
天然採取品であるため豊作不作の差が激しく年によって生産量は上下するものの、2010年代以降の主要産地は長野県と岩手県である。この2県で全国生産量の過半数を占める年が多い。流通は9月中旬の岩手県産から始まり、宮城県、長野県、広島県、山口県へと南下し、10月頃に良品が市場に多く出回るようになる。かつては西日本に主要産地が多く、京都府、岡山県、広島県などが年間500t以上を生産する大産地として知られていたが、1960年頃を境に生産量は激減した。
- 岩手県
  - 下閉伊郡岩泉町
- 山形県
  - 東置賜郡高畠町
- 長野県
  - 松本市四賀地区
  - 上田市
  - 諏訪市
  - 伊那市
  - 下伊那郡豊丘村、松川町、喬木村
- 京都府
  - 京都市（特に右京区、北区、左京区など市北部の丹波高地の山間部）
  - 亀岡市
  - 南丹市
  - 船井郡京丹波町丹波地区
- 兵庫県
  - 丹波篠山市
  - 三田市
  - 丹波市
- 和歌山県
  - 伊都郡高野町
- 岡山県
  - 美作市
- 広島県
  - 神石郡神石高原町
  - 府中市
  - 世羅郡世羅町

#### 日本国外
日本で消費されるマツタケのうち国産は1%ほどにすぎず、輸入品の主要産地は中国が圧倒的に多い。2位から4位は年度によって変わるもののアメリカ、カナダ、トルコとなっている
中国産、韓国産は色・形とも日本国産マツタケとほぼ変わらない。カナダ産、アメリカ産のものは、色が白っぽくてサイズが大きめである。新鮮なものほど香りは強いが、流通過程において風味が劣化していると言われる。主な要因は、植物防疫法により微量でも土が付着した状態での輸入が禁止されているので、洗浄が避けられないことにある。
- 大韓民国（韓国）[1] - カンウォンドヤンヤン郡がマツタケの名産地として知られている。日本市場の4%（2001年）を占め、10月が流通のピークを迎える[29]。
- 朝鮮民主主義人民共和国（北朝鮮）[1]
- 中華人民共和国（中国）[1] - 日本市場の66%（2001年）を占め、9月に流通のピークを迎える[29]。
  - 四川省、雲南省、チベット（西蔵）自治区 - この産地のマツタケはマツ林のほかクヌギ[32]などのブナ科常緑樹林に生える。
  - 吉林省、黒龍江省 - 日本や朝鮮半島と同じくマツ林（チョウセンゴヨウ、アカマツなど）などの針葉樹林に生えるものが多い。
- カナダ[1] - 全体に色が白っぽく、ずんぐりしている。他の輸入品と比べて香りが強いが、加熱すると香りは弱まる。日本市場の11%（2001年）を占め、10月に流通のピークを迎える[12]。
- スウェーデン[1]・フィンランド[1]（北欧）、アメリカ合衆国[1]・メキシコ（北米）産は近年[いつ?]輸入が拡大している。北欧産は国内産とDNAレベルで近い品種であり、また「北欧」というイメージも良いことから注目されている。
- ブータン[1] - ブータンではかつては「ポー（男根）・シャモ（キノコ）」と呼ばれ見向きもされなかったが、1980年代後半に訪日したブータン人実業家が、日本では珍重されていることを知り、1990年代に対日輸出が始まった。現在では「サンゲ（釈迦）・キノコ」として、貴重な収入源となっている。枯渇を防ぐため政府が収穫時期を決め、採り方を指導している。採取人もそれぞれの縄張りを持ち、マツタケが再生しやすいよう掘り跡に落ち葉や土をかぶせる。代表的な産地であるゲネカ村は標高2900mもあるため、虫食いが少なく品質が良いという[33]。
- ラオス[1]
- トルコ
- モロッコ - 生える木がレバノンスギ林で、日本のマツタケとは属レベルで同じであるが種は異なる。全体に小ぶりで、味や香りは希薄。日本市場の1.5%（2001年）を占め、11月に流通のピークを迎える[12]。
- ロシア[1]

上記以外の国ではモンゴル、ノルウェー、エストニア、デンマーク、ドイツ、オーストリア、チェコ、スロヴァキア、フランス、スペイン、イギリスにも見られる。

## 保全状況
マツタケの生育量は世界的にみて著しく減少している。50年の評価対象期間の間に30パーセントを超える減少が見られたことを理由として、2020年7月9日からIUCNレッドリストにおいて危急種扱いされることとなった。この減少の原因としては生育地となる松林が、
1. 病気に悩まされている（特に商用目的で大量に採取される日本、朝鮮半島、中華人民共和国においてはマツ材線虫病 (いわゆる「松枯れ」) が一層深刻である）
2. 土地利用の変化/森林破壊や集約林業
3. 過度の窒素沈降による富栄養化
4. 面積が過去50年で3割以上減った[37]

といった要因で質量共に減少していることが挙げられ、加えて日本などの抽出が盛んに行われる地域においては個体数の減少に、傘も開いていないような若い標本を採取する際にごみや土壌を取り除く標本抽出法が関わっていた可能性も存在する。
VULNERABLE (IUCN Red List Ver. 3.1 (2001))
準絶滅危惧（NT）（環境省レッドリスト）

## 日本における歴史

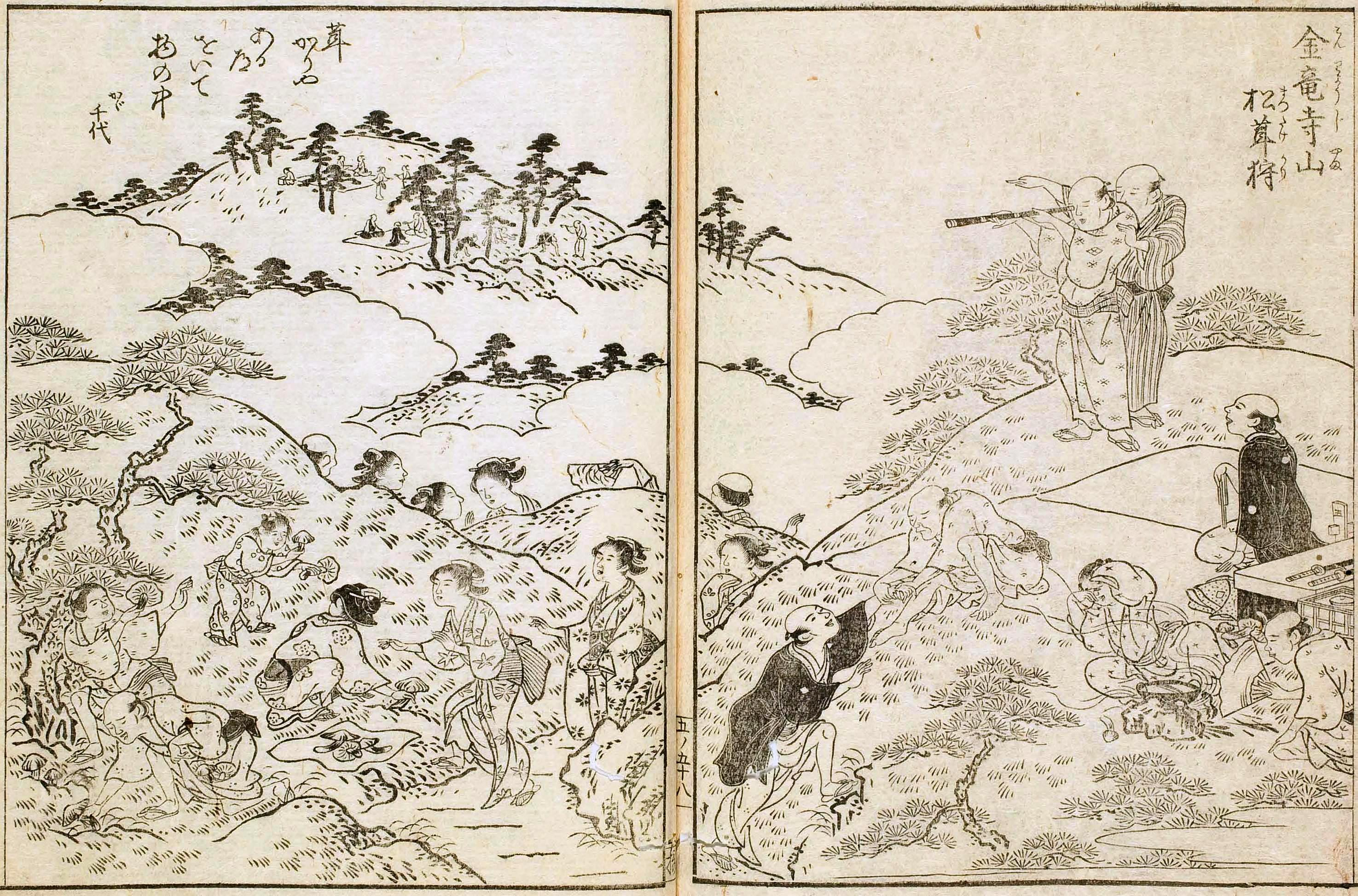
『摂津名所図会』「松茸狩り」1796 - 1798年

日本のキノコ食文化の歴史は古く、縄文時代中期（紀元前2000年頃）の遺跡から、縄文人がキノコを食物として利用していたことを示す遺物（キノコ形土製品）が多数発見されており、岡山市の弥生時代の百間川・兼基遺跡からは、マツタケを模した「土人形」が出土している。
『日本書紀』には応神天皇に「茸」を献上したことが記されており、『万葉集』には奈良の高圓山のマツタケの短歌が載っており、平安時代になると当時の貴族がマツタケ狩りを季節の行事として楽しむようになり、『古今和歌集』『拾遺和歌集』にもしばしばマツタケの歌が詠まれている。
安土桃山時代になると、武士もマツタケ狩りをしていた様子が記録として残されており、江戸時代になると一般大衆もマツタケを食していたことが江戸時代の料理本『本朝食鑑』に記録されている。
俗信として、地域によっては、マツタケの夢は凶夢であり（後述書 p.480）、二股のマツタケを食べると双生児が生まれるとする。

## 利用
日本の秋の味覚の代名詞としても扱われる食用キノコで、「日本のキノコの王様」とも称されている。マツタケを食用キノコとして珍重する民族は日本人以外には少なく、人工栽培が困難であること、また秋のほんの一時期しか食べることができないことから、希少価値が高い食材として珍重されている。多くの日本人にとって、一般に香りが良いと評され「香り松茸 味しめじ」という言葉があるほどである。食材としての主な旬は10 - 11月である。軸が太くしっかりしていて、カサが開いておらず、つぼんでいるものが商品価値の高い良品とされる。軸を触ったときにふかふかしているものは、虫食いの可能性があり、塩水にしばらく浸すことで虫を除くことが出来る。ただし、傷んだマツタケは中毒の原因になる。
薄味の日本料理に合い、土瓶蒸しや炭火焼き、蒸し焼き、酒蒸し、吸い物、松茸ご飯、天ぷら、すき焼き、マツタケ寿司などの料理にして、香りと歯ざわりを生かして食べられるのが一般的である。カサの開いたものは香りが強い場合もあり、刻んで松茸ご飯や吸い物に利用すると良いとの意見もある。炭火で焼くと、特有の香りと肉質のしっかりした歯ごたえ、そして甘みを感じることができる。調理する際は、洗うと香りが落ちてしまうことから、布巾で軽くふく程度にして、石づきは切り落とさず、中心を残すように周りだけを削るように切って下ごしらえが行われる。新鮮なマツタケほど香りも高く、日が経つと香りも味も落ち、カサカサに乾燥するので、入手したら早めに使い切るようにする。
なお、天保年間に初版が刊行された『漬物塩嘉言』では貯蔵法として塩松茸が紹介されている。
特有の香りの主成分は、1938年（昭和13年）、農学博士・岩出亥之助により解明されたマツタケオールと呼ばれるマツタケだけに含まれるもので、1-オクテン-3-オールとtrans-2-オクテン-1-オール、およびケイ皮酸メチルからなるとし、人工合成にも成功した。特にマツタケ特有の香りを生んでいるのはケイ皮酸メチル（メチルシンナメート）である。マツタケの香りを再現した安価な合成香料も広く利用されていて、「マツタケエッセンス」などとして市販されている。さらに食物繊維やカリウムが豊富で、香りや味だけではなく、栄養的にも優れたキノコと評されている。
- マツタケの天ぷら
- 松茸ご飯

### 食あたりのリスク
マツタケは弱毒菌であるが、極めて高価なキノコであるため一般人が多量に食べる機会はほとんど有り得ず、通常はマツタケによる食中毒が発生することはない。ただし「多量に食べると吐き気がする」とされており、過食は禁物である。
また、古くなったマツタケを食べると、激しい嘔吐、むかつきや下痢などの食中毒症状に見舞われる。これは、マツタケのアミノ酸が有毒成分（ヒスタミン、フェニールエチルアミン）に変化するためである。

## 栽培の試み
マツタケ用培地などの人工基質上でもマツタケの菌糸体を培養することは可能である。しかし商業栽培される多くのキノコに比べると菌糸の成長は遅い。現在のところマツタケのキノコを人工基質上で発生させることはできておらず、エノキタケやブナシメジなどで行われているような瓶栽培などの完全な人工栽培を行うには未だ解決すべき課題が多い。なお、本項における人工栽培とは、人工環境下（室内）での人工基質からの子実体の発生までを指す。シイタケのように人工栽培が成立していないのはシイタケのような木材腐朽菌ではなく、生きている樹木と共生する菌根菌のためである。

### 林地栽培
発生環境の林地を整備し子実体発生本数の増加を目指す物で、いくつかは効果を上げている。
- 発生する森林の「雑木の間伐」「落ち葉掻き」「落ち枝拾い」など環境の整備を行う事によって林床を貧栄養状態にする[48]。
- マツタケ胞子の散布などでシロを発達させ、マツタケの増産を目指すことも行われており、こちらは一定の成果が得られる場合もある[49]。
- 発生量増加を目指し、栄養素や潅水（散水）を行う。「マツタケ発生林でリボ核酸(RNA-M)と、それを酵素処理した5'-ヌクレオチドの混合物を散布することにより子実体の発生促進効果を認めた」との研究結果[24]や、発生する林地へ潅水すると平均個重が増加するとの報告もある[50]。
- シロを感染源としてアカマツのマツタケ感染苗を作出し移植する方法では、数年後に移植苗の近くから子実体が発生したとの報告もあるが、シロが拡大しない例や移植した苗が数年で枯れる例も多く報告されている。
- シロの健全を保つために数年毎の維持作業を実施（広葉樹の整理伐、腐植層のかき取り除去、枯損木の搬出等）[51][52]。

### 人工栽培
子実体の発生を目的とする栽培
大学や大手キノコ生産会社、バイオ関連企業などにより人工栽培技術確立に向けた研究が行われている。現在の培養技術は子実体発生前の原基形成まではできるが再現性に欠け、安定した子実体発生までの技術を確立したとの報告はなされていない。人工栽培のために適した基材素材と栄養素および環境の特定に向け研究がされている。研究の中で、菌株毎に大きく培養特性が異なる、長期の培養により菌糸繁殖能力が低下する等のことが判明している。
成分抽出のための栽培
菌糸の人工栽培も行われ、免疫応答の強化を目的としマツタケ菌糸体からαグルカンなどの成分の抽出もされている。

#### マツタケの人工栽培をめぐる騒動
- 2003年、シイタケとマツタケの菌を混合して人工栽培に成功したと称する「融合マツタケ」が大手マスコミに取り上げられて話題となったが、その正体は単なるシイタケだった。マツタケが高価であることから、過去にも類似した詐欺的商法が出現したことがある。近年、「松きのこ」という名称のシイタケが市場に流通しているが、前述の「融合マツタケ」と同じものである。既存のキノコ栽培者に「松きのこ」の栽培を促すダイレクトメールが送られていることも判明している[54]。

## マツタケの名のつくキノコ

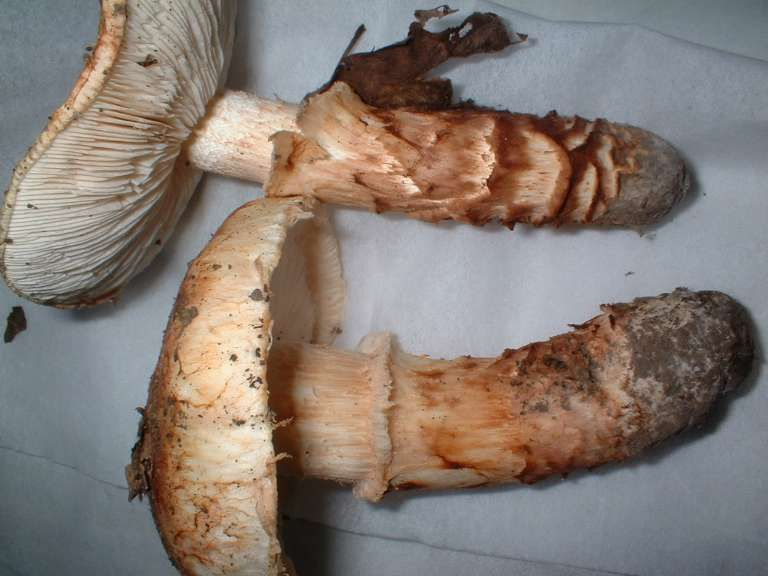
バカマツタケ (T. bakamatsutake Hongo)

同属
- マツタケモドキ（スウェーデン語版） (T. robustum (Alb.&Schw.:Fr.) Ricken sensu Imaz.) アカマツ・ツガ林に発生し、マツタケ特有の香りを持たない[55]。
- バカマツタケ (T. bakamatsutake Hongo) カシやナラの林に発生し、強い香りを持つ[55]。
- ミナミマツタケ（バカマツタケの亜種）
- ニセマツタケ (T. fulvocastaneum) シイやコナラの林に発生し、香りを持たない[55]。
- シロマツタケモドキ (T. radicans Hongo)

属が異なるもの
- カブラマツタケ（スウェーデン語版） (Squamanita umbonata (Sumst.) Bas) （単生することが多い。根本がカブのように膨らんでいることで識別可能。テングタケ属などの菌に寄生するとされる）
- ヤナギマツタケ（英語版） (Agrocybe cylindracea, Cyclocybe aegerita)（ヤナギの木に生えるのが由来。マツタケの由来は、幼菌時に微かにマツタケの匂いを発することからと言われる。栽培もされている。[56]）
- モミタケ (Catathelasma ventricosum)（別名「エゾマツタケ」）
- オオモミタケ（英語版） (Catathelasma imperiale)（マツタケと呼ばれることがある）
- ツクリタケ (Agaricus bisporus)（「セイヨウマツタケ」と呼ばれることがある。「マッシュルーム」とも）